# 칸다 카르티에 라탱 투쟁

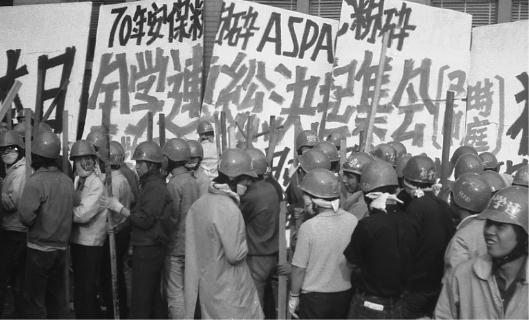
투쟁 시작 전 주오대 마당에서 열린 집회.

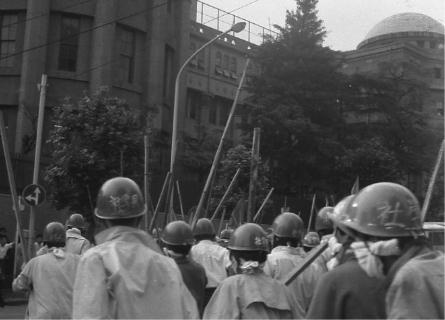
주오대 마당에서 스루가다이의 메이지대 앞까지 진출한 분트 학생들.

칸다 카르티에 라탱 투쟁(일본어: 神田カルチェ・ラタン闘争 칸다카루체라탄토소[*])은 1958년 6월 21일 도쿄 칸다스루가다이의 대학가에서 일어난 해방구 투쟁이다. 스루가다이 거리 2개소에 바리케이드를 구축했지만 기동대에게 돌파당했다. 카르티에 라탱은 프랑스 파리의 지명이다. 학교들이 집중되어 있어 같은 해 벌어진 프랑스 5월 혁명의 무대가 된 곳이다. "칸다 카르티에 라탱"이란 거기에 빗댄 이름이다.
1968년에는 전세계적으로 베트남전 반전운동이 있었다. “침묵하는 것은 전쟁에 도움을 준다”는 분위기도 조성되어 있었다. 프랑스에서는 소르본 대학의 학제개혁을 요구하는 학생들의 치열한 투쟁으로 카르티에 라탱과 생미셸에 해방구가 세워지고, 그에 맞추어 노동자들이 파업하고 공장을 점거하여 5월 혁명이라는 상황을 끌어냈다. 이탈리아의 여러 대학에서도 베트남전 반전운동에서 파급된 학생에 의한 대학점거가 일어나는 등, 반전운동은 구미 각국에 퍼져 있었다.
1968년 8월 호주에서 아시아 태평양 이사회(ASPAC) 개최가 계획되었으며, 일본에서도 외무대신이 참석 예정이었다. 공산주의자동맹(분트) 계열 학생회연합회인 사회주의학생동맹(사학동)은 이 회의가 일본 제국주의의 아시아 재침의 전단계이며, 70년 안보의 실질화라고 평가했다.
그래서 1968년 6월 21일 ASPAC 개최 항의 실력투쟁을 계획하고 “칸다 카르티앵 라탱 투쟁”을 호소했다. 각지에서 모인 사학동 학생 700명은 주오대학 마당에서 집회를 연 뒤 “칸다를 일본의 카르티에 라탱으로”라는 구호로 투쟁을 전개, 스루가다이의 2개소에 주오대 및 메이지대에서 꺼내온 책상 따위로 바리케이드를 쌓았다. 사학동은 주오대와 메이지대에 많은 맹원과 동조자가 있었기에, 두 학교가 소재한 칸다스루가다이를 파리 학생운동의 거점이었던 카르티에 라탱에 비유하여 해방구 투쟁을 짜려 한 것이었다.
그러나 경시청이 바리케이드를 철거하러 오자 별다른 충돌 없이 학생측이 대피했다. 사학동은 메이지대학 대학원 앞에서 3,000 여명이 집회를 하고 해산했다.
칸다에 교사가 소재한 대학들 중 주오대, 메이지대, 니혼대 학생들이 이 투쟁에 참여한 한편, 센슈대는 혼란에 휘말릴 것을 저어하여 참여를 거부했다. 센슈대는 미국의 대학을 모범으로 하고 있었기에 반미운동에도 참여하지 않았다.